# Pierre Dudan
Pierre Dudan, né à Moscou le 1er février 1916 et mort le 4 février 1984, est un acteur, chanteur, compositeur, parolier, chansonnier, écrivain, bellettrien et musicien suisse.
En 1977, il obtient le Grand Prix de l'Académie Charles-Cros pour son disque Ballades de tous les temps.

## Biographie
Pierre Dudan naît à Moscou le 1er février 1916 d'une mère russe, Hélène Charmanoff, et d'un père suisse, Camille Dudan (1889-1963), professeur de français en Russie, puis directeur d'école dans le canton de Vaud en Suisse, publiciste et défenseur de la langue française récompensé à diverses reprises. Quand la révolution bolchévique éclate, ses parents rentrent en Suisse. Pierre Dudan s'inscrit à l'université de Lausanne où il est étudiant ès-lettres. 
Il embrasse très tôt une carrière de la scène, créant le premier Hot-Club lausannois (club visant la promotion du jazz) à l'âge de 16 ans. Il chante bientôt au cabaret du Bonnet d'Ane, puis se rend à Paris en 1936. Il y fait ses débuts comme pianiste de bar au Bœuf sur le toit et au Lapin Agile. Son premier succès est la chanson Parti sans laisser d'adresse, chantée par Lucienne Boyer. La guerre le ramène en Suisse et il se fait connaître avec sa chanson On prend l'café au lait au lit (1939), chantée dans toute la France sous l'Occupation, et à laquelle  pourtant Maurice Chevalier, à qui il l'avait proposée, prédisait un flop en tant que « tyrolienne olé olé ».
Dudan s'est marié quatre fois. Après la guerre, il revient à Paris et après dix ans de succès, effectue des tournées de cabaret dans le monde entier. En 1960, en partie ruiné par diverses entreprises malheureuses (ouvertures de cabarets, production de films), il part vivre au Canada, dont il prend la nationalité en 1965, tout en gardant la citoyenneté suisse. Malade, il revient en Suisse et souffre d'une attaque d'apoplexie le 18 avril 1969.
En 1977, il reçoit le Grand prix international « In Honorem » du disque de l'Académie Charles-Cros et la même année, il se voit gratifié du Premier Prix de la chanson poétique de l'Académie de Montmartre pour l'ensemble de son œuvre.
Au cours de sa carrière, il écrit 1700 chansons, dont plusieurs deviennent de grands succès, notamment Mélancolie et Clopin-clopant (1946), cette dernière sur une musique de Bruno Coquatrix, qui fut reprise par de nombreux chanteurs (Barbra Streisand, Frank Sinatra, Juliette Greco…).
On lui doit aussi de nombreux livres, comme La peur gigantesque de Monsieur Médiocre (1947), Les cent pas dans ma tête (1969), La terre a une taille de guêpe : roman (1970), Vive le show-biz! bordel! (1980),  Antoine et Robert (1981, prix Robert-Brasillach, 1981), L'écume des passions : (Chinetoques, Macaques et Ratons) : chronique d'une guerre des races fraîche et joyeuse (1982), etc.
Il tourne également 37 films et séries télévisées dont la série canadienne D'Iberville. L'un de ces films sort sous deux noms différents : Dans l'eau qui fait des bulles et Le garde-champêtre mène l'enquête. Comme écrivain, il publie une trentaine d'ouvrages, dont une autobiographie titrée Trous de mémoire. En 1979 il est également le créateur et principal protagoniste d'une émission diffusée dans le cadre de Récré A2, intitulée Zanett le plus petit lézard du monde.
Au théâtre, il crée Marée d'automne de Daphné Du Maurier. Il tient le rôle du Major Thompson dans la pièce de Pierre Daninos.
La fin de sa vie est marquée par un rapprochement avec le courant français national-catholique, notamment incarné par les Journées d'Amitié Française organisées par Bernard Antony et le Centre Henri et André Charlier, journées auxquelles Dudan participe plusieurs fois, un récital de ses chansons venant régulièrement clore la manifestation. Le numéro 13 de la revue Chrétienté-Solidarité de février-mars 1984 s'ouvre ainsi sur une photographie de l'artiste et un hommage signé par Romain Marie (pseudonyme de Bernard Antony), et comporte également la reproduction du poème Ô mon Frère d'Exil, écrit par Pierre Dudan « en vertu de la pérenne Amitié Française ».
Il meurt le 4 février 1984 à Épalinges, district de Lausanne et repose au cimetière du Bois-de-Vaux à Lausanne.

## Anecdotes
Dudan rappelle, dans Trous de mémoire, qu'une voyante lui avait prédit un accident d'avion et que la presse s'en était fait l'écho ; presque tous les passagers de son vol pour les États-Unis auraient alors reporté leur réservation, Dudan voyageant presque seul avec le personnel navigant et se partageant avec les hôtesses les bouteilles de champagne qui étaient de rigueur à l'époque.
Dudan affirme aussi, toujours dans Trous de mémoire, que la musique du succès mondial Nel blu di pinto di blu (Volare) est un plagiat d'une chanson qu'il avait composée pour une comédie musicale : Le cœur tout content.

## Filmographie
- 1942 : Manouche / Jeunesse d'aujourd'hui de Fred Surville
- 1942 : Sirius symphonies  - court métrage - de Jean Devaivre - Il y interprète une chanson
- 1945 : Nuits d'alerte de Léon Mathot
- 1945 : Dans le mouvement  - court métrage - de Louis Devaivre - Il y interprète une chanson
- 1946 : Le Fugitif de Robert Bibal
- 1946 : Symphonies - court métrage - de Louis Devaivre - Il y interprète une chanson
- 1947 : Les Requins de Gibraltar de Emile-Edwin Reinert
- 1947 : L'Éventail de Emile-Edwin Reinert : un guide de montagne
- 1948 : La Figure de proue de Christian Stengel
- 1948 : Madame et ses peaux-rouges / Buffalo-Bill et la bergère de Serge T de Laroche - Film resté inachevé - + Musique
- 1948 : Les Drames du Bois de Boulogne - court métrage - de Jacques Loew - Il y interprète une chanson
- 1948 : Par le soupirail de - court métrage - Jean-Jacques Delafosse - Il y interprète une chanson
- 1949 : La Patronne de Robert Dhéry
- 1950 : La Maison du printemps de Jacques Daroy + Musique
- 1950 : La leçon d'humour dans un parc - court métrage - de Jacques Loew - Il y interprète une chanson
- 1951 : Casabianca de Georges Peclet - dans le rôle du sergent Luccioni
- 1951 : Si ça vous chante de Jacques Loew
- 1953 : Si Paris nous était conté de Sacha Guitry
- 1955 : Lyons in Paris de Val Guest
- 1956 : A touch of the sun de Gordon Parry
- 1956 : Fernand cow-boy de Guy Lefranc
- 1957 : Un homme se penche sur son passé (Schwarzer Stern in weisser Nacht) de Willy Rozier
- 1957 : Les femmes sont marrantes de André Hunebelle
- 1957 : Tous peuvent me tuer de Henri Decoin
- 1957 : Quand sonnera midi de Edmond T. Gréville
- 1958 : Les racines du ciel (The roots of heaven) de John Huston
- 1958 : Amour, autocar et boîtes de nuit de Walter Kapps
- 1959 : Visa pour l'enfer d'Alfred Rode
- 1959 : Certains l'aiment froide ou Les râleurs font leur beurre de Jean Bastia + Musique
- 1959 : Monsieur Suzuki de Robert Vernay
- 1959 : Merci Natercia de Pierre Kast
- 1960 : Die Gejagten de Max Michel
- 1960 : Dans l'eau qui fait des bulles de Maurice Delbez + Musique
- 1962 : L'Éducation sentimentale de Alexandre Astruc
- 1962 : Les Petits Chats de Jacques R. Villa
- 1967 : Les Globe-trotters (série TV) (épisode : Le petit ange)
- 1976 : Qui j'ose aimer de Jean-Marie Coldefy
- 1979 : Histoires insolites (épisode : Folies douces)

## Prix
- Prix Robert-Brasillach 1981.

## Sources
- Jean-Louis Matthey, « Pierre Dudan » dans le Dictionnaire historique de la Suisse en ligne.
- Pierre Dudan, cent chansons dans la tête - Les Archives de Radio-Canada
- Pierre Dudan - EVENE
- « Pierre Dudan », sur la base de données des personnalités vaudoises sur la plateforme « Patrinum » de la Bibliothèque cantonale et universitaire de Lausanne.
- Alain Nicollier, Henri-Charles Dahlem, Dictionnaire des écrivains suisses d'expression française, Genève, Éd. GVA, cop. 1994
- Livre d'or du 150e anniversaire de Belles-Lettres Lausanne (Belletrien le 8 novembre 1935) (2042), p. 509